# Битка при Мелрихщат
Битката при Мелрихщат (на немски: Die Schlacht bei Mellrichstadt) се провежда във вторник на 7 август 1078 г. на Графенберг между Мелрихщат и Оберщрой в Долна Франкония на река Рьон в Бавария и е първото военно сражение по времето на конфликтите между крал Хайнрих IV и гегенкрал Рудолф фон Райнфелден. Рудолф е победител в битката.